# Kriegerdenkmal Groß Rosenburg

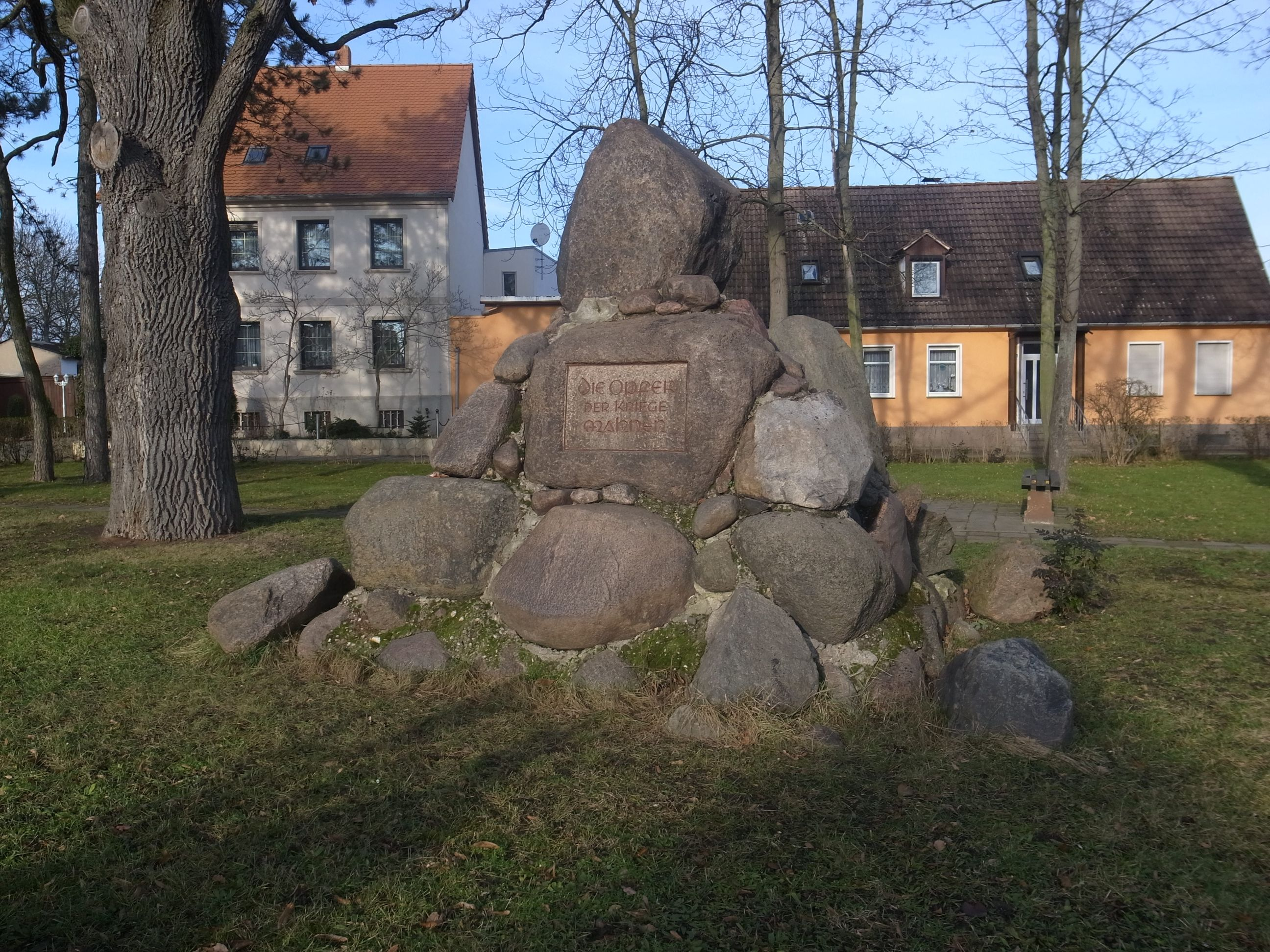
Kriegerdenkmal

Das Kriegerdenkmal Groß Rosenburg ist ein denkmalgeschütztes Kriegerdenkmal in der Ortschaft Groß Rosenburg der Stadt Barby in Sachsen-Anhalt. Im örtlichen Denkmalverzeichnis ist das Kriegerdenkmal unter der Erfassungsnummer 094 60268 als Kleindenkmal verzeichnet.

## Lage
Das Kriegerdenkmal befindet südöstlich der Kirche von Groß Rosenburg, an der Ecke Hauptstraße – Friedrichstraße.

## Gestaltung
Das Kriegerdenkmal ist eine Findlingspyramide mit einer allgemein gehaltenen Gedenktafel.
In einem Brief vom 25. Februar 1925 brachte der Veteranen- und Kriegerverein von Groß Rosenburg seinen Wunsch nach einer Gedenkstätte für die Opfer des Ersten Weltkriegs gegenüber dem Gemeinderat von Groß Rosenburg zum Ausdruck. Der Baubeginn des Kriegerdenkmales zog sich aber noch bis 1929 hin. Die Errichtung des Denkmales dauerte ca. 10–12 Wochen. Für die Errichtung des Denkmales wurden 30.000 Reichsmark ausgegeben, wobei 10.000 Reichsmark als Spende von den Maxhütten kamen.

## Inschriften
Die Opfer

der Kriege

mahnen

## Quelle
- Gefallenendenkmal Groß Rosenburg Online, abgerufen am 28. Juli 2017.